# Межевая (приток Течи)
Межева́я — река в России, протекает в Челябинской области. Исток реки находится в болоте у урочища Падун. Рек течёт на восток. Устье реки находится в 88 км по левому берегу реки Теча. Длина реки составляет 12 км.

## Данные водного реестра
По данным государственного водного реестра России относится к Иртышскому бассейновому округу, водохозяйственный участок реки — Теча, речной подбассейн реки — Тобол. Речной бассейн реки — Иртыш.
Код объекта в государственном водном реестре — 14010500712111200003184.